# سيرغي بالتاتشا
سيرغي بافلوفيتش بالتاتشا (بالأوكرانية: Балтача Сергій Павлович)‏، من مواليد 17 فبراير 1958 في ماريوبول في الاتحاد السوفيتي، لاعب كرة قدم سوفيتي سابق، ومدرب كرة قدم أوكراني حالي.
لعب مع منتخب الاتحاد السوفيتي لكرة القدم.

## روابط خارجية
- سيرغي بالتاتشا على موقع الاتحاد الدولي (مؤرشف)  (الإنجليزية)
- سيرغي بالتاتشا على موقع الاتحاد الأوربي (الإنجليزية)
- سيرغي بالتاتشا على موقع قاعدة بيانات كرة القدم.إي يو (الإنجليزية)
- سيرغي بالتاتشا على موقع ناشيونال فوتبول تيمز (الإنجليزية)
- سيرغي بالتاتشا على موقع اللجنة الأولمبية الدولية (الإنجليزية)
- سيرغي بالتاتشا على موقع أوليمبيديا (الإنجليزية)